# بريان ليفين
بريان ليفين (بالإنجليزية: Brian Levine)‏ مواليد 20 أغسطس 1958 في كيب تاون، هو لاعب كرة مضرب جنوب أفريقي سابق بدأ مسيرته كمحترف سنة 1982 وكان يلعب باليد اليمنى. أعلى تصنيف له في الفردي كان المركز الـ 180 في سنة 1984. أعلى تصنيف له في الزوجي كان المركز الـ 44 في سنة 1986.

## الزوجي: الألقاب (2)
| الحصيلة | الرقم | التاريخ | الدورة                                  | الأرضية | الشريك           | المنافسون                  | النقاط في النهائي |
| ------- | ----- | ------- | --------------------------------------- | ------- | ---------------- | -------------------------- | ----------------- |
| الفوز   | 1.    | 1984    | بطولة أوكلاند المفتوحة للتنس، نيوزيلندا | صلبة    | جون فان نوستراند | براد درويت شيب هوبر        | 7–5, 6–2          |
| الفوز   | 2.    | 1984    | تل أبيب، إسرائيل                        | صلبة    | بيتر دوهان       | كولن دوديزويل جاكوب هلاسك  | 6–3, 6–4          |
| الوصيف  | 1.    | 1984    | بطولة برزبين للتنس، أستراليا            | عشبية   | بيتر دوهان       | برودريك دايك والي ماسور    | 6–4, 5–7, 1–6     |
| الوصيف  | 2.    | 1986    | ميلان، إيطاليا                          | سجاد    | لوري واردر       | كولن دوديزويل كريستو ستاين | 3–6, 6–4, 1–6     |

## روابط خارجية
- بريان ليفين على موقع رابطة محترفي التنس (الإنجليزية)
- بريان ليفين على موقع الاتحاد الدولي لكرة المضرب (الإنجليزية)
- بريان ليفين على موقع خلاصة التنس.كوم (الإنجليزية)